# Bewsia
Bewsia Gooss. é um género botânico pertencente à família Poaceae, subfamília Chloridoideae, tribo Eragrostideae.
O gênero é constituido por uma única espécie. Ocorre na África.

## Espécie
- Bewsia biflora (Hackel) Goossens